# Cucullia kozhantshikovi
Cucullia kozhantshikovi là một loài bướm đêm trong họ Noctuidae.